# Nelson George
Nelson George (Brooklyn, 1º settembre 1957) è un regista, sceneggiatore, attore e scrittore statunitense.
Ha vinto due American Book Awards: nel 1993 per Elevating the Game: Black Men and Basketball e nel 1999 per Hip Hop America: Hip Hop and the Molding of Black Generation X. 
Entrò nel mondo del cinema del 1986, finanziando Lola Darling, uno dei primi film di Spike Lee.

## Filmografia parziale

### Attore
- Bastard Out of Carolina, regia di Anjelica Huston (1996)

### Regista
- One Special Moment (film TV) (2001)
- Life Support (film TV) (2007)
- 4th Annual VH1 Hip-Hop Honors (film TV) (2007)
- Thriller 40 (documentario) (2023)

### Sceneggiatore
- Aretha Franklin: The Queen of Soul (documentario) (1988)
- Strictly Business di Kevin Hooks e Rolando Hudson (1991)
- CB4 di Tamra Davis (1993)
- Happily Ever After: Fairy Tales for Every Child (serie TV) (1995)
- One Special Moment (2001)
- Life Support (2007)

## Opere
- The Michael Jackson Story (1983)
- Elevating the Game: Black Men and Basketball (1992)
- Buppies, B-Boys, Baps & Bohos: Notes on Post-Soul Black Culture (1993)
- Blackface: Reflections on African-Americans and the Movies (1994)
- Seduced (1996)
- One Woman Short (2001)
- Life and Def: Sex, Drugs, Money, and God (2001)
- Show & Tell (2002)
- The Death of Rhythm and Blues (2003)
- Night Work: A Novel (2003)
- Hip Hop America (2005)
- Post-Soul Nation: The Explosive, Contradictory, Triumphant, and Tragic 1980s as Experienced by African Americans (Previously Known as Blacks and Before That Negroes) (2005)
- Where Did Our Love Go?: The Rise and Fall of the Motown Sound (2007)
- The James Brown Reader: Fifty Years of Writing About the Godfather of Soul (2008)
- City Kid: A Writer's Memoir of Ghetto Life and Post-Soul Success (2009)
- Thriller: The Musical Life of Michael Jackson (2010)
- The Plot Against Hip Hop: A Novel (2011)
- The Hippest Trip in America: Soul Train and the Evolution of Culture & Style (2014)
- The Lost Treasures of R&B (2015)
- The Accidental Hunter (2015)
- The Darkest Hearts (2020)
- The Nelson George Mixtape Volume 1 (2021)